# Салас, Рейнерис
Рейнерис Салас Перес (исп. Reineris Salas Perez, р.17 марта 1987) — кубинский борец вольного стиля, панамериканский чемпион, призёр чемпионатов мира.

## Биография
Родился в 1987 году в Гаване. В 2008 году принял участие в Олимпийских играх в Пекине, но стал лишь 10-м. В 2009 году выиграл Панамериканский чемпионат по борьбе. В 2010 году вновь выиграл Панамериканский чемпионат и завоевал бронзовую медаль чемпионата мира. В 2013 году стал серебряным призёром чемпионата мира, в 2014 году повторил этот результат.